# Harlon Block
Pour les articles homonymes, voir Block.
Harlon Henry Block, né le 6 novembre 1924 et décédé le 1er mars 1945, fut l'un des six Marines américains immortalisé par Joe Rosenthal sur la photographie Raising the Flag on Iwo Jima, lors de la bataille d'Iwo Jima durant la Seconde Guerre mondiale.

## Biographie
Harlon Block est né à Yorktown, au Texas, et est le plus âgé des quatre fils de Edward Frederick Block et Ada Belle Block, une famille adventiste,. Dans l'espoir de faire fortune, la famille Block s'installe à Weslaco, une petite ville au milieu de la vallée de Río Grande.
Block et douze de ses coéquipiers de l'école de football, se sont enrôlés dans le Corps des Marines à travers le système de service de sélection à San Antonio, le 18 février 1943. Après une formation de base à San Diego, il suit une formation en parachute. Il est promu soldat de première classe le 22 mai 1943.
Il est envoyé dans le Pacifique. Il arrive en Nouvelle-Calédonie le 15 novembre 1943, assigné de l'administration centrale du 1st Marine Parachute Regiment. Le 21 décembre, il débarque avec le régiment sur Bougainville et participe à la bataille de Bougainville. Le régiment de Paramarines est dissout en février 1944 et il est renvoyé à San Diego, en Californie. Il rejoint la Compagnie E, 2e Bataillon, du 28th régiment des Marines, de la 5e division des Marines à Camp Pendleton et est promu caporal le 27 octobre 1944.
Block débarque à Iwo Jima le 19 février 1945. Il participe à la deuxième levée du drapeau sur le mont Suribachi le 23 février 1945. Avec John Bradley, Ira Hayes, René Gagnon, Franklin Sousley et Michael Strank.
Le 1er mars 1945, le sergent Strank est tué. Block, le chef d'équipe adjoint, prend le commandement de la section. Quelques heures plus tard, Block est grièvement blessé par un tir de mortier alors que lui et son équipe attaquaient vers Nishi Ridge.